# Adrion Pajaziti
Adrion Pajaziti, né le 16 novembre 2002 à Londres, est un footballeur international albanais qui évolue au poste de milieu de terrain au HNK Gorica, en prêt du Fulham FC.

## Biographie

### Carrière en club
Né à Londres en Angleterre, Adrion Pajaziti est formé par le HNK Gorica, où il commence sa carrière professionnelle avec l'équipe de championnat d'Angleterre. Il joue son premier match avec l'équipe première du club le 24 aout 2021.
En juillet 2024, il est prêté au HNK Gorica en championnat de Croatie.

### Carrière en sélection
Pajaziti est international albanais junior jusqu'à l'équipe espoirs.
En octobre 2024, Pajaziti est convoqué pour la première fois avec l'équipe senior d'Albanie. À nouveau appelé en mars 2025, il honore sa première sélection le 21 mars.